# Aretha Franklin
Aretha Louise Franklin (Memphis, Tennessee, 25 de març de 1942 – Detroit, Michigan, 16 d'agost de 2018) fou una cantant afroamericana especialitzada en els estils gòspel, soul i rhythm and blues, coneguda com la Reina del Soul. Fou la màxima exponent d'aquest gènere, així com una de les més grans transmissores del gòspel de tots els temps. A més, també fou una de les artistes més influents en la música contemporània.
El 1979 deixà Atlantic Records i signà amb Arista Records, on va tenir èxit amb els àlbums Jumpt to It i Who's Zoomin' Who?. L'any següent, al 1980, participà en la pel·lícula The Blues Brothers de John Landis. Franklin gravà 112 senzills que van entrar al rànquing de Billboard, incloent-hi 77 entrades al Billboard Hot 100, 17 senzills en el top 10, 100 entrades en la llista de R&B i 20 senzills número 1 de R&B, i fou l'artista femenina que més entrades a les llistes va tenir en la seva història. També ha estat una de les dones que ha venut més discos en tots els temps, 75 milions.
El 1987, es va convertir en la primera dona a entrar en el Rock and Roll Hall of Fame, així com també fou seleccionada en la primera posició dels 100 cantants més grans de tots els temps segons els Rolling Stones. A més, fou guardonada amb 18 premis Grammy. Finalment, el 2019 va rebre, a títol pòstum, un Premi Pulitzer Menció Especial per «la seva indeleble contribució a la música i a la cultura estatunidenca durant més de cinquanta anys». El 1998 rebé l'aclamació internacional per cantar l'òpera Nessun dorma que la feu guanyadora d'un premi Grammy aquell any, actuant amb Luciano Pavarotti.

## Biografia

### Infància i formació
Aretha Franklin va néixer a Memphis, però va créixer a Detroit. Fou filla de Clarence LaVaughn Franklin, predicador de l'Església baptista New Bethel, i de la cantant de gòspel Barbara Siggers Franklin. Franklin va créixer en una família d’afroamericans molt afortunada en la seva època. Fou una de les poques artistes de blues de la seva època que tingué una infància feliç. Això fou gràcies al barri on visqué i la professió del seu pare C. L. Franklin, que va aconseguir una fama molt particular pels seus discursos religiosos. A més a més, va créixer rodejada de música, tant pels seus pares com pels seus amics: els grans artistes de gòspel Clara Ward, James Cleveland i Mahalia Jackson eren íntims de la seva família, per la qual cosa Aretha Franklin va créixer envoltada d'ells.
La mare d'Aretha va morir el 1952 d'un atac de cor, quan Aretha només tenia 10 anys. Dos anys després, amb només 12 anys, Aretha tingué el seu primer fill i, amb 14 anys, en va tenir el segon. Tot i la joventut amb la que fou mare, va tenir el recolzament tan emocional com econòmic del seu pare i l'ajuda de la seva àvia (coneguda com a Big Mama) per cuidar-se dels infants quan ella estava de gira amb el seu pare.
Als catorze anys cantava a l'església amb les seves germanes Carolyn Franklin i Erma Franklin. C. L. Franklin va veure aviat el talent d'Aretha Franklin i va voler apuntar-la a classes de piano, però ella ho va rebutjar, doncs preferia aprendre per si sola amb l'ajuda d'enregistraments.

### Desenvolupament artístic

#### Principis i influències de gòspel a Checker (1955-1960)
Les arrels de gòspel de Franklin van ser una de les petjades més personals i influents en la seva carrera.
Va començar cantant amb les seves germanes Carolyn Franklin i Erma Franklin (ambdues van mantenir, també, carreres com a cantants solistes) a l'Església baptista de Detroit, on el seu pare era predicador.
Aretha va passar tota la seva infància dins d'aquest ambient de gòspel i, alhora, envoltada de veus del jazz com Dinah Washington i Ella Fitzgerald.
Amb tan sols 14 anys feu el seu primer enregistrament de la cançó "The Gospel Soul" per al segell JVB/Battle Records, reeditat després per Checker, en què es podien sentir composicions de gòspel amb un potent so soul, ple de melodies de piano, instrument que dominava des de la infància.
L'any 1960, amb 18 anys d'edat, viatjà fins a Nova York per rebre classes de tècnica vocal i dansa. En aquest temps, també, començà a gravar maquetes per a enviar a les discogràfiques. La seva vida a la gran ciutat va ser costejada pel seu pare i va gaudir de grans luxes tant en allotjament com en companyia.
El 4 d'abril de 1960, Franklin feu un primer concert en Howard High School a Hattanooga.

#### Etapa a Columbia i Harmony (1961-1966)
Després d'un temps en el qual Aretha va començar a ser considerada una jove prodigi, es comentava que la discogràfica Motown estava interessada a fitxar-la, però, finalment, va signar amb el segell Columbia Records, sota la direcció de John Hammond.
Aretha va entrar a Columbia com una artista de soul, però, amb el temps, la companyia va començar a endinsar-la en el seu catàleg de jazz, com es demostra amb el disc Unforgettable: a Tribute to Dinah Washington, en el qual rendeix homenatge a una de les seves grans ídols, Dinah Washington.
A principis dels anys 1960, va tenir una època de experimentació i també va veure’s involucrada en política per primera vegada, tot cantant en algun acte que se celebrava per recaptar fons o recolzar algun moviment (en part per les influències del seu pare). L’any 1961 va rebre un premi per part de la revista "Down Beat" com la nova estrella vocal femenina. Segons la revista, les seves actuacions aconseguien crear un ambient «de club de jazz fumejant, il·luminat tènuement, semblant al de les reunions religioses al camp» (per la seva influència del gòspel i la seva particular forma de cantar).
Aretha no estava còmoda amb aquest estil jazz en què la feien cantar, ja que se sentia com una artista soul i no com una dama del jazz, encara que en aquesta època es va poder comprovar la versatilitat musical que posseïa. Aquesta incomoditat amb el gènere, juntament amb la poca llibertat creativa que li permetien, fou el que la motivà a sortir de la discogràfica l'any 1964. Quan va acabar el contracte amb Columbia, va rebre una oferta per part d’Atlantic Records i hi acceptà amb moltes ganes (ja que d’allà havien sortit llegendes del R&B que admirava, com Ray Charles o Ruth Brown).

#### Revolució del soul (1967-1969)
A Atlantic, Franklin va tenir llibertat creativa i, juntament amb els músics de Fame Studio (amb els quals tenia una connexió musical espectacular), donà peu al primer disc a càrrec de Jerry Wexler (el productor encarregat d’Aretha Franklin en Atlantic Records) i, per tant, el primer disc amb la nova discogràfica. L’àlbum en qüestió va veure la llum el 10 de març de 1967 i tenia el títol de I Never Loved a Man (the Way I Love You). Entre d'altres èxits importants, estava inclòs el tema “Respect”, cançó que esdevingué icònica en diversos àmbits socials i polítics i amb la qual Aretha es consagrava definitivament. “Respect” era una cançó originalment d'Otis Redding, però la versió d’Aretha passà molt per sobre de l’èxit que havia tingut l'original. Va esdevenir un crit de guerra de tot aquell que se sentia enganyat. La cançó fou escollida com a «nou himne nacional negre» i com la nova cançó del moviment dels drets civils. A més a més, va convertir-se en el tema emblemàtic del moviment feminista naixent.
Amb Atlantic Records, Aretha aconseguí un gran èxit comercial gràcies a cançons com "Chain of Fools", "Think", "(You Make Me Feel Like) a Natural Woman" i "I Say a Little Prayer". També gravà àlbums que foren molt aclamats com el ja mencionat I Never Loved a Man (the Way I Love You), Lady Soul, Young, Gifted and Black, Amazing Grace i Sparkle.
El mateix any en què gravà "Respect", en el 1967, va aconseguir dos premis Grammy, i fou la segona dona a aconseguir-ho.
El 4 d'agost de 1967, edità Aretha Arrives, el segon àlbum que va fer amb la discogràfica Atlantic que, tot i que va aconseguir el número 1, no fou tan popular com el seu predecessor. El 1968 llança Lady Soul, un disc amb què tornaria a conèixer l'èxit massiu. Aquest contenia èxits de la música soul com "Chain of Fools", "A Natural Woman" o "Ain't no Way". Hi havia col·laboracions d'Eric Clapton en el tema "Good to Me as I Am to You", temes de Ray Charles "Come Back Baby", James Brown "Money Won't Change You" i del clàssic Curtis Mayfield, "People Get Ready". A l'àlbum també hi col·laboraven la seva germana Dee Dee Warwick i la cosina de totes dues Cissy Houston (mare de Whitney Houston) formant part del cor de The Sweet Inspirations.
Sis mesos després, va llançar Aretha Now, que continuava una cadena d'èxits amb "Think" i el popular tema de Burt Bacharach "I Say a Little Prayer", i que amb anterioritat havia interpretat Dionne Warwick.
El mateix 1968, en una presentació al Regal Theatre de Chicago, el presentador Pervis Spann va anomenar-la "Reina del Soul".
El 1969, l'àlbum Soul'69 tancava la dècada amb l'èxit dels senzills "River's Invitation" i "Bring It On Home to Me".

#### Evolució cap a nous temps (1970-1979)
A la fi de la dècada dels 60 i principis dels 70, Aretha comença a fer versions de temes rock, pop i soul que ja havien estat grans èxits; entre ells, temes de The Beatles com "Let it be" o "Eleanor Rigby", de Simon & Garfunkel, com la seva versió, tan famosa com l'original, de "Bridge over troubled water", i d'artistes soul com Sam Cooke o The Drifters.
A principis dels anys 70, l'èxit d'Aretha continuava sense decaure, era ja una artista totalment consagrada dins del panorama musical internacional.

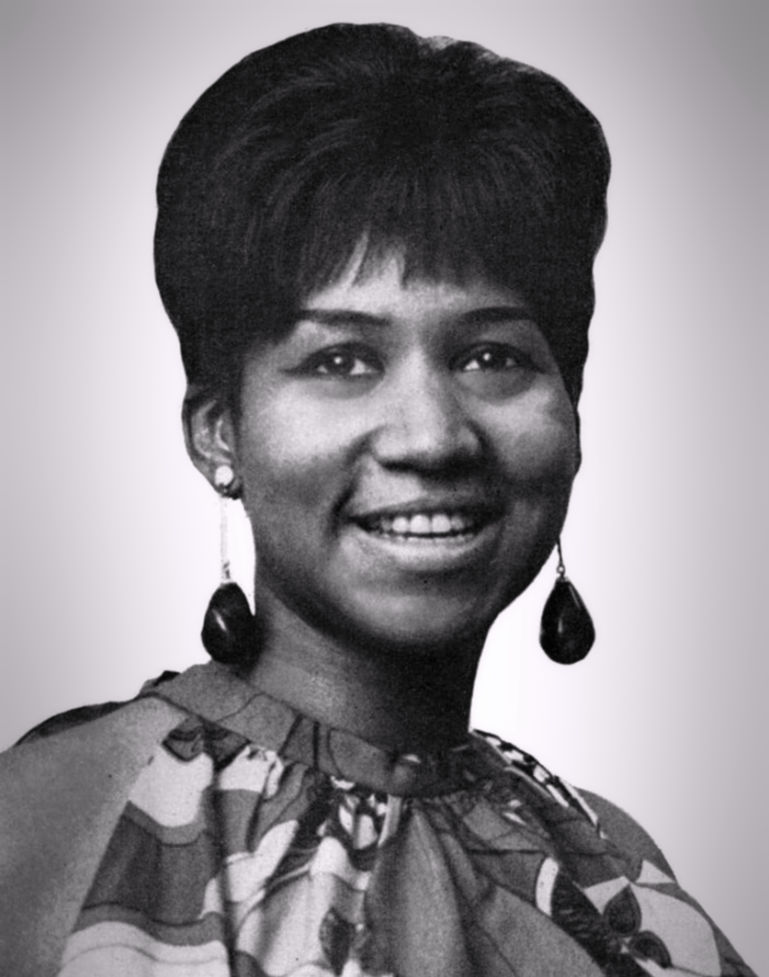
Fotografia de Franklin apareguda en el senzill Baby I Love You (1967)

El 1970 edita dos àlbums. El primer va ser This Girl's in Love With You, un àlbum carregat de versions: "Share Your Love With Me", de Bobby Blue Band, el ja múltiplement versionat "Son of a Preacher Man", els èxits de The Beatles "Let it be" i "Eleanor Rigby", el tema interpretat per Rotary Connection o The Staple Singers "The weight", "Dark end of the street", de James Carr. Però en aquest àlbum un dels majors èxits fou "Call me", escrit per la mateixa Aretha. El títol de l'àlbum era un remake del tema de Burt Bacharach "This Guy's in Love With You". Aquest mateix any (1970) edita també Spirit in the dark, en el qual torna a fer versions de B. B. King, Jimmy Reed i Dr. John. En aquest àlbum va comptar amb una instrumentació de luxe per part de The Muscle Shoals, The Dixie Flyers i el guitarrista Duane Allman. Els dos senzills extrets de l'àlbum van ser "Don't play that song" i el tema escrit per Aretha que donava nom a l'àlbum. El 1971 va sortir al mercat l'enregistrament d'una actuació en viu: Aretha Live at Fillmore West, en què cantava els seus grans èxits, alhora que les versions de Stephen Stills "Love the One You're With" i de Bread "Make It With You".
En aquest àlbum apareix el saxofonista King Curtis, i una versió de "Spirit in the dark" al costat de Ray Charles. Fins a aquest moment, Aretha continuava fent el seu soul característic dels anys 60, amb tan sols algunes variacions com la inclusió de versions de temes rock; però, el 1971, amb "Young, gifted and black", el seu so va començar a adequar-se als 70, amb un so que precedia la música disco i la inclusió de nous ritmes, a més d'una nova imatge. Tres dels majors èxits d'aquest àlbum estan escrits per Aretha: "Day dreaming", "Rock steady" i "All the king's horses". Va incloure de nou versions, com "The long and winding road" de The Beatles i "I've been loving you too long" de Otis Redding. El 1972, arriba el primer àlbum totalment gòspel de la seva carrera: "Amazing Grace", gravat en directe al costat de The Southern Califòrnia Community Choir i James Cleveland. D'aquest disc són famoses les seves versions gòspel de "You've got a friend", "Wholy Holy" de Marvin Gaye, "How I got Over" de Clara Ward o la tradicional "Precious memories", i va ser l'àlbum de gòspel més famós de la història discogràfica.
Un any després, el 1973, arriba Hey Now Hey (The Other Side of the Sky), l'últim àlbum d'Aretha abans de sucumbir gairebé totalment a la música disco. A part d'èxits com "Angel" (composta per Carolyn Franklin), "Somewhere" (del compositor i pianista Leonard Bernstein) o "Màster of Eyes (The Deepness of Your Eyes)" (escrita per Aretha i Bernice Hart), un dels majors impactes que va produir l'àlbum fou la seva original i estranya portada.
Let Me in Your Life, del 1974, mostrava una nova imatge d'Aretha Franklin, amb una portada en la qual ja apareixia com una "diva", embolicada en un abric de pell. Continuava sonant a soul, però la seva inclusió en la música disco era cada vegada major. D'aquest àlbum van sortir dos èxits: "Until You Come Back to Mr (That's What I'm Gonna Do)", interpretada anteriorment per Stevie Wonder, i "I'm in love", escrita per Bobby Womack i convertida en èxit el 1968 per Wilson Pickett. Aquest mateix any edita With Everything I Feel in Me, amb el qual, de certa forma, comença el declivi de l'artista, sortint airosos tan sols dos modestos temes: "Without love" i la cançó escrita per Franklin que dona títol al disc. Amb "You", el 1975, arriba la caiguda momentània; era un àlbum en el qual l'esplendor vocal continuava, però la producció i composició no tenien res a veure amb l'anteriorment fet, i per aquest motiu només fou escoltat per molt poc de temps el primer senzill, "It Only Happens (When I Look At You)". Però, després d'un any de treball, Aretha s'encreuà en el camí de Curtis Mayfield, i al costat d'ell va crear la banda sonora de la pel·lícula Sparkle, i amb això la cantant recuperava en certa forma el seu estatus musical. El senzill "Sparkle" va ser un èxit; "Giving Him Something He Can Feel" es va convertir en un himne; i "Jump to it" va tenir gran èxit en les pistes de ball. Part de l'èxit del disc es deu a les lletres creades per Mayfield, a més de per una bona producció i els cors de Kitty Haywood Singers.
L'any 1977, llançà dos àlbums que van tenir un èxit modest, i foren prou fugaços: Satisfaction i Sweet passion (d'aquest últim destaca el senzill "Break It to Me Gently"). En aquesta època d'escassos èxits per a la cantant, el 1978 es va ajuntar de nou amb Curtis Mayfield, que va escriure "I needed baby" dins de l'àlbum "Almighty Fire". Aretha Franklin tancà la dècada amb un àlbum que portava per nom allò que en certa manera li havia fet caure, La diva (1979), en el qual s'incloïen temes escrits per la mateixa Aretha com "Ladies Only", "Only star", "I was made for you" o "Honey I need your love", cap dels quals va aconseguir èxit. Aquest declivi musical es devia sobretot a la producció dels seus àlbums, a la mala promoció i a la poca obstinació per part d'Atlantic Records en la carrera d'Aretha; per això, el 1979, va decidir abandonar la companyia per a signar amb Aresta i el productor Clive Davis. El 7 de novembre de 1979, Franklin interpretà "Ladies Only", "What If I Should I Ever Need You" i "Yesterday" amb la seva disfressa groga en el seu àlbum La Diva en The Mike Douglas Show.
El 1980 passà a la discogràfica Arista Records, i amb el seu primer àlbum, titulat Aretha, i la cançó, "United Together", arribà als 10 primers èxits. El duet amb George Michael I Knew You Were Waiting For Me va ser també un gran hit.
L'any 1987, es converteix en la primera dona a entrar en el Rock and Roll Hall of Fame.
En el cinema, va participar en les pel·lícules The Blues Brothers (1980) i Blues Brothers 2000 (1998).
El 2005, Aretha Franklin va rebre la Medalla Presidencial de la Llibertat.
El 2009, va ser una de les principals artistes en la presa de possessió de la presidència de Barack Obama.
El 13 d'agost de 2018 es va anunciar que estava greument malalta a casa seva, prop de Detroit. Finalment, va morir el 16 d'agost de 2018 a causa d'un avançat càncer de pàncrees.

#### El nou sosoul(1980-1997)
El 25 d'octubre de 1980 comença una nova etapa per a Aretha Franklin; aquest dia, es llança el seu primer àlbum en Aresta, Aretha. L'àlbum va ser produït per Clive Davis i Chuck Jackson, i la promoció fou molt àmplia, ja que ella era la primera artista important d'aquesta discogràfica. Hi ha versions, igual que feia anys abans, però aquesta vegada amb un so bastant més pop, i totalment d'acord amb els 80; entre aquestes versions, hi ha "What a Fool Believes", de The Doobie Brothers i "I Can't Turn You Loose" d'Otis Redding. El major hit extret del disc fou el tema "United together".
En 1981, arribà Love All the Hurt Away, que s'obria pas en el mercat amb el senzill que dona títol al disc, un duet entre Aretha i George Benson. Amb aquest àlbum, Aretha tornava als primers llocs del panorama musical amb un nou so que barrejava soul, rock, urban i quiet storm. De l'àlbum van entrar en les llistes de vendes dos temes més, a part del primer senzill: "It's my turn" i "Hold on! I'm comin!", gràcies al qual va aconseguir un Grammy. Però el 1982, amb el disc "Jump to it", arribà de nou el gran èxit. Amb el tema homònim del disc va aconseguir el seu primer número u en més de mitja dècada. "Love me right" fou un altre dels temes que van sortir de l'àlbum, i aconseguí també una bona acceptació. En aquest disc havien treballat en la composició Luther Vandross, The Isley Brothers, Smokey Robinson i Aretha; a més, tots ells sota la producció de Clive Davis, la qual cosa feu que aquest fos el major èxit de Franklin després de molt de temps a l'ombra. A causa de l'èxit de l'àlbum anterior a "Get it right" (1983), Luther Vandross creà la majoria del material per al disc. "Every girl" i "Get it right", tots dos temes escrits per Vandross, van gaudir de gran audiència, igual que, en menor mesura, la versió del tema de The Temptations "I Wish It Would Rain". El 1984, la discogràfica Chess, amb la qual Franklin havia començat a treballar en el gospel, edità un àlbum gravat al costat del seu pare, Clarence LeVaughn Franklin, en viu durant una sessió gòspel. Va portar per títol "Never Grow Old".
El 1985, Franklin treu un àlbum molt més pop, Who's Zoomin' Who?. Com que la carrera de Luther Vandross per aquest temps prenia les seves regnes com a solista, el treball de composició que realitzà en els dos últims àlbums, en aquest ho feia Narada Michael Walden. Aquest àlbum fou fins al moment el més llorejat d'Aretha en la companyia. Conté alguns dels èxits més forts de la dècada, com el reivindicatiu "Sisters are doin' it for themselves" amb Eurythmics. Altres tres senzills van tenir gran impacte en el públic: "Freeway of love", "Another night" i "Who's zommin' who?". Pel tema "Freeway of love" va aconseguir dos Grammy. El 1986 edità un altre àlbum titulat Aretha, però aquesta vegada amb un ambient molt més roquer. Va aconseguir dos grans èxits amb aquest disc: la cançó "Jumpin' Jack Flash" produïda per Keith Richards i pertanyent a la banda sonora del mateix nom; i el duo amb George Michael "I Knew You Were Waiting (For Me)". Altres temes amb menys repercussió van ser "Jimmy Lee" i el duo amb Larry Graham "If You Need My Love Tonight". Quinze anys després de l'enregistrament d'"Amazing Grace", el 1987, llança "One Lord, One Faith, One Baptism", el segon àlbum íntegrament gòspel de la seva carrera. Hi col·laboren Erma Franklin, Carolyn Franklin, Mavis Staples, C.L. Franklin, Joe Ligon, Jesse Jackson i Jasper Williams.
Després de dos anys de descans, el 1989 editar Through the storm, un àlbum en què s'incloïen duets amb grans estrelles del moment: "Through the storm" amb Elton John, "It isn't, it wasn't, it ain't never gonna be" amb Whitney Houston, "Gimme your love" al costat de James Brown i "If ever a love there was" en companyia de The Four Tops i Kenny G. El treball i la presència en els escenaris d'Aretha ja començava a ser menys constant, i els seus àlbums no eren tan freqüents com abans. El 1991 llança "What you see is what you sweat", del qual van sortir tres senzills amb alguna repercussió: "Everyday people", "Someone else's eyes" i "Every changing times" amb Michael McDonald. A l'àlbum, s'inclou també la versió de "I dreamed a dream", que cantaria davant Bill Clinton. Contenia també un tema amb Luther Vandross "Doctor's orders". Després d'aquest àlbum, Aretha trigaria més de set anys a editar un àlbum amb temes nous, però el seu passeig pels escenaris mai va cessar.

#### Assimilació al R&B contemporani (1998-2007)
Des de l'edició del seu anterior àlbum, Franklin trigà molt a tornar a l'estudi a gravar, però en aquest temps va tenir una intensa activitat sobre els escenaris estatunidencs. Al 1993 i 1997 cantà en les cerimònies d'obertura del govern de Bill Clinton; i el 1995 rebria un Grammy per tota la carrera musical. També en aquesta època gravà un duet amb Frank Sinatra, "What Now My Love". Al 1998 demostrà que era una de les estrelles de la música del nostre segle en l'espectacle de VH1, Dives Live, on actuà amb algunes de les artistes que havien arribat a les millors posicions de les llistes de vendes en l'última dècada, com Mariah Carei, Céline Dion o Shania Twain. "The Queen of Soul", amb sols dues actuacions, es convertí en l'estrella de la gala, i rendí el públic als seus peus.
A la fi dels anys 1990, Franklin s'havia traslladat de manera definitiva a Detroit, i parlava de començar a formar una discogràfica pròpia. Un dels principals motius era promoure les carreres musicals dels seus fills, Kecalf Cunningham, Eddy Richards i Teddy Richards.
Al 1998 llança A rose is still a rose, produït per P. Diddy i Lauryn Hill, el seu primer àlbum dins del R&B contemporani i el neo soul, amb tendències hip-hop.

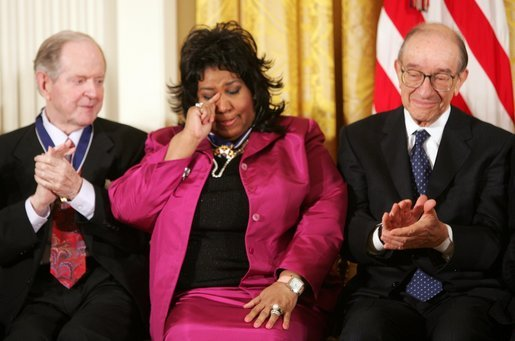
Al 2005, després de rebre la Medalla Presidencial de la Llibertat

Al 2003 va tornar amb "Sota damn happy", col·laborant amb Mary J. Blige i amb un so totalment neo soul que en certa forma tornava a les seves arrels. Des de llavors s'embarcà en el tur "The Queen Is On", que la va portar per tot els Estats Units amb gran èxit.
Al 2007 estava previst el llançament de Woman falling out of love, el primer àlbum editat en Aretha Rècords, i en què van col·laborar artistes de gòspel com Shirley Caesar o The Clark Sisters, Fantasia Barrino i l'estrella del country-pop Faith Hill, però no va ser publicat.
Al novembre de 2007 llança Jewels in the Crown of the Queen, un àlbum de duets, que inclou dos temes nous amb Fantasia Barrino i John Legend, i en què apareixen col·laboracions anteriors amb artistes com Whitney Houston, George Michael, George Benson, Luther Vandross o Mary J. Blige. Al mateix temps comença a realitzar càstings per trobar cantants per representar la seva vida en un musical autobiogràfic.

Al 2008 va ser triada com a personatge musical de l'any en el 50è Aniversari dels Premis Grammy, en els quals va aconseguir el seu vintè guardó gràcies al duet amb Mary J. Blige, You never gonna change my faith. També durant 2008 gravà el tema promocional d'una empresa privada titulat Stand up yourself, el qual al mateix temps va servir com a avançament del seu següent àlbum. El 18 de novembre de 2008, Franklin va interpretar Chain Of Fools i Respect en Ballant Amb Les Estrelles 2008. 

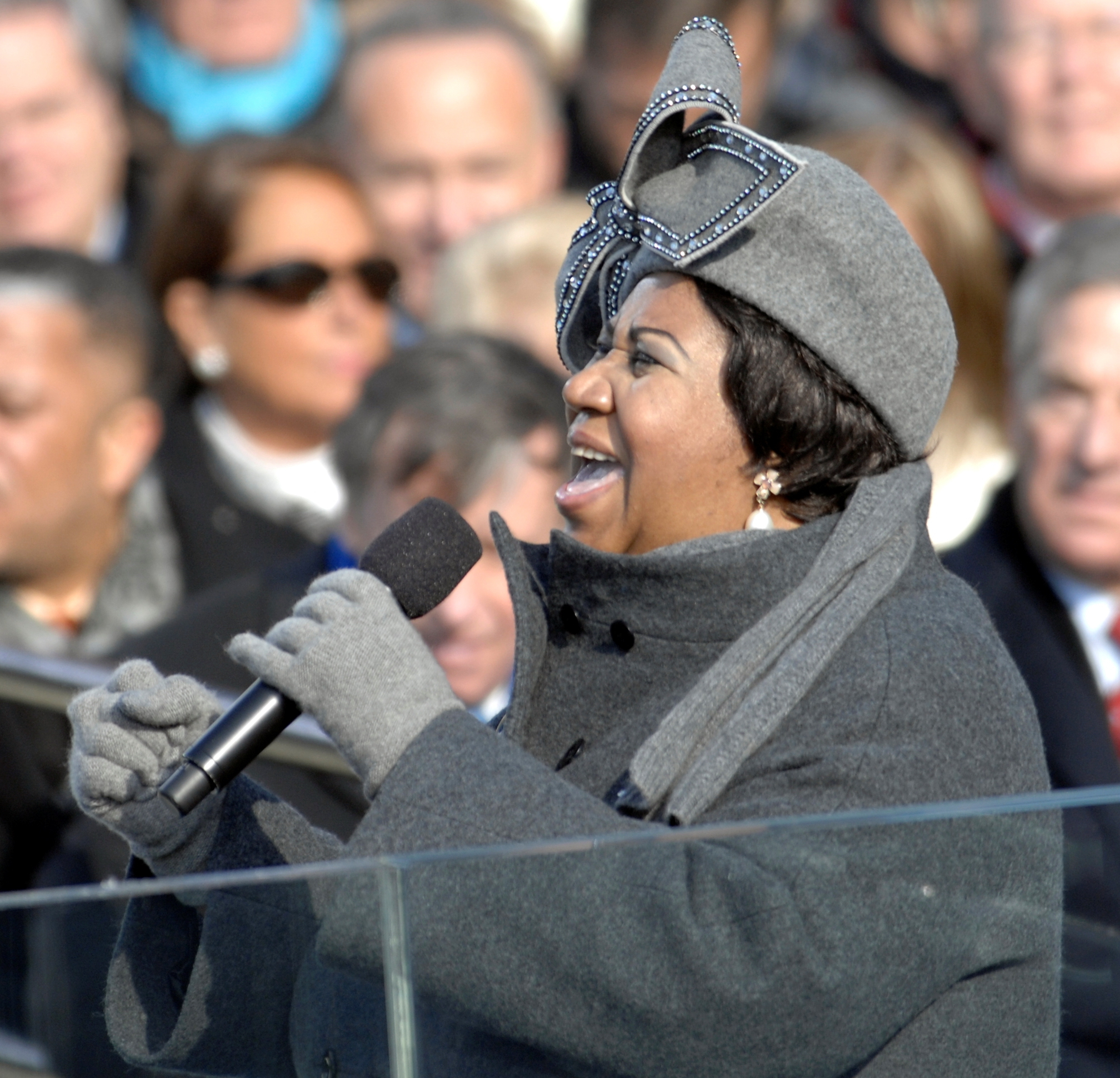
Aretha Franklin durant la presa de possessió del president Obama (2009)

El 20 de gener de 2009 va assistir a la cerimònia d'investidura de Barack Obama per a cantar el tema "My Country This of Thee".

### Vida personal
Es va divorciar dues vegades, i fou mare de quatre fills. Dos d'ells, Kecalf i Teddy, treballen en el món de la música. Teddy fou director artístic i de la banda de músics d'Aretha en les seves gires, a més de tocar-hi la guitarra elèctrica.
Es va quedar embarassada als dotze anys i donà a llum al seu primer fill, Clarence, el 28 de gener de 1955. El pare era un company d'escola, Donald Burk. El 22 de gener de 1957, amb catorze anys, va tenir-ne el segon, Edward, fill d'Edward Jordan. Mentre els nens eren cuidats per la seva àvia i la seva germana Erma, Aretha Franklin consolidava la seva carrera com a artista. Des del 1962 fins al 1969 va estar casada amb Teddy White, amb qui va tenir a Teddy Jr.; el febrer de 1964, però, se'n divorcià per violència masclista. El quart i últim fill, Kecalf, va néixer al 1970 fruit de la seva relació amb el seu director de gires Ken Cunningham. Al 1978 es casà amb l'actor Glynn Turman, de qui es divorciaria l'any 1984.
Després d'un incident lleu el 1984, li fa por volar amb avió, i des de llavors restringeix les gires només als Estats Units. Aretha Franklin fou operada a principis de desembre de 2010 d'una malaltia.

### Defunció
Aretha Franklin va morir el 16 d'agost de 2018 en la seva residència de Michigan als 76 anys a causa d'un càncer de pàncrees que patia des de feia anys. La notícia fou confirmada pel seu representant, Gwendolyn Quinn, que va indicar que Franklin va morir a les 9.50 a. m. a la seva residència de Detroit. «És un dels moments més foscos de les nostres vides, no podem expressar el dolor en el nostre cor. Hem perdut la matriarca i la roca de la nostra família», va expressar la família en un comunicat.

## Guardons i reconeixements
Nominacions
- 1999: Grammy al millor àlbum de R&B
- 2004: Grammy al millor àlbum de R&B
- 2008: Escollida per la revista Rolling Stone com la Millor cantant de tots els temps.